# Frederick H. Rohr
Frederick H. Rohr, né le 10 mai 1896 à Hoboken et mort le 8 novembre 1965 à San Diego, est un entrepreneur et ingénieur américain, fondateur en 1940 de Rohr Aircraft Corporation, devenue Rohr Industries Inc. en 1992, le premier fabricant mondial d'aérostructures au milieu du XXe siècle.
Rohr est le pionnier de nouvelles méthodes de production d'avions, notamment l'utilisation de marteaux-pilons, la construction en nid d'abeille en acier inoxydable et les procédés de formage par surpression, qui ont permis d'augmenter radicalement la production globale de l'industrie aéronautique, ce qui a été déterminant pour l'effort de guerre des Alliés pendant la Seconde Guerre mondiale. En outre, la société de Rohr est la première à vendre des ensembles combinés moteur et carter à de grands constructeurs d'avions comme Convair ou Lockheed, qui construisaient auparavant l'ensemble de leurs composants en interne. Ayant son siège social à Chula Vista, en Californie, Rohr est le principal responsable de la croissance de la ville au cours du XXe siècle.

## Biographie
Frederick Hilmer Rohr naît le 10 mai 1896 à Hoboken, dans le New Jersey, où son père, Henry Gustav Rohr, vient d'arriver d'Allemagne. Souhaitant valoriser ses qualifications dans le domaine de la tôlerie, Henry Rohr émigre vers l'ouest avec sa famille en 1898 et fonde un atelier de métallurgie à San Francisco. Frederick Rohr grandit en travaillant dans l'atelier de son père, apprenant le métier tout en poursuivant une formation indépendante d'ingénieur grâce à des cours du soir et des cours par correspondance. Après avoir servi dans la marine américaine pendant la Première Guerre mondiale, Rohr passe quelques années à bricoler des avions à Fresno avant de s'installer à San Diego en 1924 pour ouvrir la Standard Sheet Metal Works. Un an plus tard, il est embauché comme contremaître en tôlerie par la Ryan Aeronautical Company qui, après son rachat par Frank Mahoney en 1926, est chargée par Charles Lindbergh de construire le "Spirit of St. Louis" pour son vol transatlantique. Rohr s'occupe non seulement de tous les composants en tôle de l'avion, mais conçoit également les réservoirs de carburant spécialement renforcés nécessaires pour soutenir les 33 heures et demie de vol de l'avion dans un ciel turbulent.
En 1928, après la vente de Ryan Aeronautical par Mahoney, Fred Rohr devient directeur d'usine pour la Solar Aircraft Company, où il remplace le processus fastidieux de martelage manuel des feuilles de métal dans les formes souhaitées par des marteaux-pilons mécanisés. Cette innovation, qui permet aux ouvriers de placer simplement le métal sous un cylindre alimenté par un piston qui tombe, impressionne tellement les constructeurs d'avions qu'il est invité à présenter les machines à l'usine de la Boeing Airplane Company à Seattle, où il devient ingénieur-conseil en 1933. Il retourne à San Diego deux ans plus tard pour occuper le poste de directeur d'usine chez Ryan Aeronautical. Pendant tout ce temps, Rohr projette de créer sa propre entreprise, inspiré par sa foi inébranlable dans l'avenir de l'aviation. Il imagine un nouveau type de constructeur aéronautique qui ne construirait ni avions ni moteurs, mais fabriquerait des composants d'avion préfabriqués (aérostructures) destinés aux grands constructeurs d'avions. Finalement, en 1940, après des mois de réflexion et de planification, Fred Rohr et quatre compagnons signent les statuts de la nouvelle Rohr Aircraft Corporation.
Avec des contrats promis par deux grandes entreprises et une foule d'employés débauchés de Ryan Aeronautical, Fred Rohr ne perd pas de temps à attendre la fin des négociations sur son projet d'usine à Chula Vista. Les activités débutent au centre-ville dans un bâtiment délabré de trois étages. En octobre 1940, Rohr emploie 64 personnes qui travaillent sur trois contrats importants, dont l'un est passé par le gouvernement britannique. Bien que les États-Unis ne soient pas encore directement intervenus dans la Seconde Guerre mondiale en cours, les accords d'armement du gouvernement avec les puissances alliées prévoient la vente de grandes quantités d'avions militaires, une  demande qui assure un travail régulier à la société naissante. Lorsque le gouvernement américain commence son propre renforcement militaire, Rohr Aircraft Corporation connaît une expansion rapide et énorme, et devient le plus grand fournisseur dans son domaine. Après le 7 décembre 1941, Rohr Aircraft assume également un rôle essentiel dans l'effort de guerre américain. Les assemblages de centrales électriques et autres aérostructures préconstruits que Rohr vend aux constructeurs d'avions augmentent le taux de production d'avions du pays, car les constructeurs d'avions peuvent installer ces composants en quelques minutes plutôt qu'en plusieurs jours. Après un an d'activité, la nouvelle société de Rohr génère des revenus de 1 493 488 $ et embauche 800 nouveaux employés.
En 1941, Rohr s'installe sur le nouveau site de l'usine, mais doit bientôt s'agrandir et acheter de nouveaux terrains. Le départ des travailleurs masculins pour servir dans la Seconde Guerre mondiale et le besoin urgent de main-d'œuvre de l'entreprise entraînent l'embauche de nombreuses femmes, d'abord comme personnel de bureau, mais bientôt aussi comme ouvrières dans l'usine. Rohr fabrique des assemblages de centrales électriques pour les B-24 et PB2Y-3 de Consolidated Aircraft, des nacelles pour le PBY et le Lockheed Hudson, et des trappes pour le nez et les roues d'atterrissage du chasseur P-38 de Lockheed. L'expansion débridée se poursuit, catapultant Rohr Aircraft à près de 10 000 employés, mais avant même la fin de la guerre, les contrats commencent à diminuer. La victoire des Alliés et la réduction subséquente des dépenses militaires par l'administration Truman ont pris de court l'entreprise, qui a alors fait faillite. Le pic de 96 270 avions produits en Amérique en 1944 retombe à seulement 1 400 en 1946, et le nombre de salariés de Rohr tombe à 675, soit une baisse de 93,25 %. Pour rester solvable, Rohr fusionne la Rohr Aircraft Corporation avec l'International Detrola Company, et ses usines industrielles titanesques, qui fabriquaient des composants d'avions, sont transformées pour construire des aspirateurs, machines à laver et bateaux jouets. En 1949, cependant, après avoir renoué une relation d'affaires avec Boeing et aidé les grandes sociétés aéronautiques dans leurs techniques de fabrication, Rohr rachète sa société grâce à des paiements anticipés effectués en confiance par les dirigeants de Boeing,.
L'essor de l'aviation commerciale et l'escalade de la guerre froide, notamment à partir de la guerre de Corée, favorisent la renaissance de Rohr Aircraft dans les années 1950, permettant l'établissement de trois nouveaux sites de production à Riverside, Winder et Auburn. Cependant, les  conditions de travail s'avèrent une source continuelle de conflits, le conseil d'administration luttant farouchement lors des négociations avec l'Association internationale des machinistes, le syndicat qui représente la plupart des employés de Rohr. Une grève à l'usine de Riverside en 1955 dure six semaines avant que les responsables de l'entreprise, aidés par un médiateur fédéral, ne reconnaissent le différend contractuel en acceptant l'arbitrage par une tierce partie des questions futures. En 1960, une menace de grève plane sur les usines de Riverside et de Chula Vista, mais elle est évitée par la signature d'un nouveau accord. Un conflit de travail en 1962 amène trois employés à faire une grève de la faim pendant sept jours pour protester contre le comportement dilatoire de Rohr dans le règlement du contrat du syndicat.
Les employés ne sont pas la seule source de mécontentement, cependant, et en 1954, l'entreprise de Rohr fait l'objet de critiques sévères de la part de la Citizens' League for Better Government, une organisation politique nouvellement créée à Chula Vista qui accuse Rohr d'infiltrer le gouvernement local dans le but de faire baisser les impôts et les prix des locations de terrains. Fred Rohr a encouragé ses employés à s'impliquer dans les affaires communales et parrainé de nombreux dons à diverses organisations caritatives de la région, tout en payant plus d'un quart des recettes fiscales totales de la ville. Les employés de Rohr ont servi à tous les niveaux du gouvernement de Chula Vista, dans de nombreux comités de citoyens et dans les conseils scolaires. En raison principalement de la présence de Rohr, Chula Vista est passée d'une municipalité agricole de 4 000 habitants à une ville de près de 30 000 habitants entre 1940 et 1955. Lors d'une élection spéciale le 18 novembre 1954, convoquée par le fondateur de la Citizens' League, un ancien sous-traitant de Rohr qui a fait une candidature ratée au conseil municipal, trois employés de Rohr au conseil municipal ont été évincés. Le lendemain, Rohr a publié sa réponse, défendant l'implication de la société dans la communauté et ses intentions. Le 25 novembre, tous les employés de Rohr impliqués dans la fonction publique ont démissionné de leurs postes au sein du gouvernement local. La ville de Chula Vista a immédiatement cédé et les propriétaires d'entreprises et les dirigeants de la ville ont fait paraître une pleine page de publicité dans le Chula Vista Star pour exprimer leur appréciation de la contribution de l'entreprise à la ville. Une copie encadrée est ensuite présentée à Rohr. Quelques semaines plus tard, pour démontrer l'impact de Rohr Aircraft sur Chula Vista, les ouvriers ont reçu leur salaire hebdomadaire en pièces d'argent provenant de l'hôtel de la monnaie de San Francisco, qui ont circulé dans les foyers et les commerces de la ville pendant plus d'une semaine.
Frederick H. Rohr meurt d'une attaque cérébrale à l'âge de 69 ans le 8 novembre 1965 à San Diego,.